# Луис Монти
Луис (Луиджи) Монти е бивш аржентински футболист, играл и за националния отбор на Италия, с който става световен шампион през 1934 г.

## Кариера
Роден е на 15 януари 1901 г. в предградие на Буенос Айрес. Неговият баща е с италиански корени. В началото на кариерата си играе в „Хуракан“. По-късно е привлечен от „Сан Лоренцо“ и печели титлите на Аржентина през 1923 г. и 1924 г.
Най-силните си състезателни години Монти прекарва в италианския „Ювентус“ (пет последователни титли: 1931 г.-1935 г.; 225 мача и 25 гола).
Агресивната игра е най-характерна за аржентинеца, неутрализирал много играчи от противникови отбори. „Специалитетът“ му е блокиране на вратаря с нарушение, след което съотборниците му отбелязват попадение на празната врата.
Монти участва на първото световно първенство в Уругвай – 1930 г., където печели среброто с родната Аржентина. Той бележи два от головете за отбора си, като особено ценен е този срещу Франция (1:0). Монти е в основата на сбиването по време на мача Аржентина – Чили (3:1). За „гаучосите“ има 17 мача, като е и сребърен медалист от олимпиадата в Амстердам през 1928 г.
„Бикът от пампасите“, както го наричат, получава италианско поданство след като заиграва за „Ювентус“. Дебютира за „адзурите“ през 1932 г. срещу Унгария (4:2).
На световното първенство в Италия през 1934 г. Монти играе ключова роля за титлата. Срещу Испания на четвъртфиналите рита без топка непреодолимият до този момент страж Рикардо Замора, но не е санкциониран от рефера. Мачът завършва 1:1 и се налага преиграване, но на вратата е резервният вратар, а Замора е с няколко счупени ребра в публиката. По време на двубоя, крилото на Испания Бош е контузен от Монти и до края е фигурант. Участта на Бош споделят австриецът Синделар на полуфинала (1:0) и чехът Пуч на финала (2:1), който напуска срещата преждевременно. „Световното първенство в Италия '34 премина под знака на Монти“ пише след форума италианската преса. За най-добър футболист е избран Джузепе Меаца, но голяма част от треньори и спортни журналисти посочват именно Монти за играча с най-големи заслуги.
Луис Монти умира на 9 септември 1983 г. на 81-годишна възраст.